# Man'yōgana

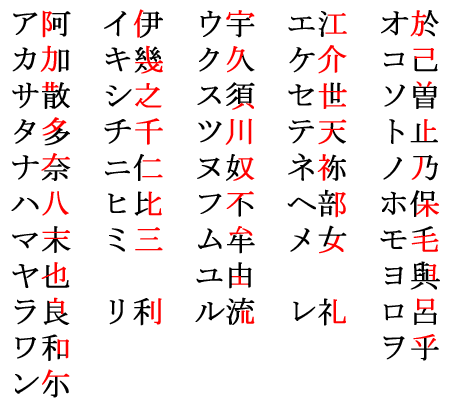
Katakana con sus equivalencias man'yōgana (Aparecen en rojo los segmentos de man'yōgana adaptados como caracteres katakana).

El man'yōgana (万葉仮名?) es una antigua forma de escritura kana japonesa que usa caracteres chinos, llamados kanji, para representar sonidos japoneses. Aunque no está claro desde cuándo se emplea, sí está probado que se utiliza al menos desde el siglo VI. El nombre de man'yōgana procede del Man'yōshū (万葉集, Antología de la Miríada de hojas), una antología de poesía japonesa del Período Nara escrita en man'yōgana.
La principal característica del man'yōgana es que emplea el kanji por su valor fonético, en vez de por su significado. Un mismo sonido puede ser representado por numerosos kanji, y en la práctica los escritores elegirán el kanji con significación más adecuada. En ocasiones, el man'yōgana fue ascendido a katakana o hiragana. El hiragana evolucionó a partir de caracteres man'yōgana escritos en cursiva, en estilo sōsho. Por otro lado, el katakana está basado en partes de determinados caracteres man'yōgana, y fue desarrollado por monjes budistas como una forma de escritura taquigráfica. Dado que, como se ha dicho, varios kanji pueden tener el mismo sonido, se dio el caso de un carácter man'yōgana que evolucionó hacia un carácter hiragana, mientras que su equivalente katakana evolucionó desde otro kanji man'yōgana diferente. Por ejemplo, el hiragana る (ru) evolucionó a partir del man'yōgana 留, mientras que el katakana ル (ru) procede del man'yōgana 流. El estudio del man'yōgana ha revelado que podía representar más sonidos de los representados por el katakana/hiragana, teniendo ocho sonidos vocálicos respecto a las cinco vocales actuales del kana.
El uso de múltiples kanji para representar una única sílaba condujo también al hentaigana (変体仮名), formas de caracteres alternativas al hiragana. El hentaigana fue oficialmente no recomendado en 1900.
En la actualidad, el man'yōgana sigue empleándose en ciertos nombres regionales, especialmente en Kyushu. Un fenómeno similar al man'yōgana cuyo nombre es ateji (当て字) sigue dándose actualmente, según el cual, algunas palabras (especialmente extranjerismos) son deletreados utilizando kanji por su valor fonético, como por ejemplo 倶楽部 (kurabu, club).

## Origen
Un posible ejemplo del man'yōgana podría ser la espada Inariyama que pudo haber sido hecha en el año 471. En 1978, el análisis de rayos X reveló una inscripción en oro con incrustaciones que se formaba de más de 115 caracteres Chinos y este texto, escrito en chino, incluidos los nombres de personas niponas que estaban escritas supuestamente fonéticamente.